# Egzopeptydazy
Egzopeptydazy – grupa organicznych związków chemicznych, enzymów proteolitycznych (proteaz) zaliczanych do hydrolaz. Katalizują odłączanie od łańcuchów peptydowych skrajnych, zwykle pojedynczych, aminokwasów. Istnieją również jednak tzw. peptydazy dipeptydylowe, które powodują odłączanie dipeptydów od łańcucha peptydowego.
Wśród egzopeptydaz wyróżnia się karboksypeptydazy (działające od C-końca peptydów) oraz aminopeptydazy (działające od N-końca).